# Národní park Stora Sjöfallet
Stora Sjöfallet je národní park v kraji Norrbotten v severním Švédsku, ležící v komunách Gällivare a Jokkmokk. Národní park má rozlohu 1278 km² a je tak třetí největší ve Švédsku. Nachází se asi 20 kilometrů nad polárním kruhem. Rozprostírá se na sever a na jih od systému jezera řeky Lule (které je vynecháno z parku z důvodu výstavby vodní přehrady). Leží u norských hranic.
Tato oblast byla vyhlášena národním parkem v roce 1909. Národní park je součástí laponské oblasti, která je na seznamu světového kulturního a přírodního dědictví UNESCO. Stora Sjöfallet je také součástí soustavy Natura 2000, soustavy chráněných území v Evropské unii.

## Historie

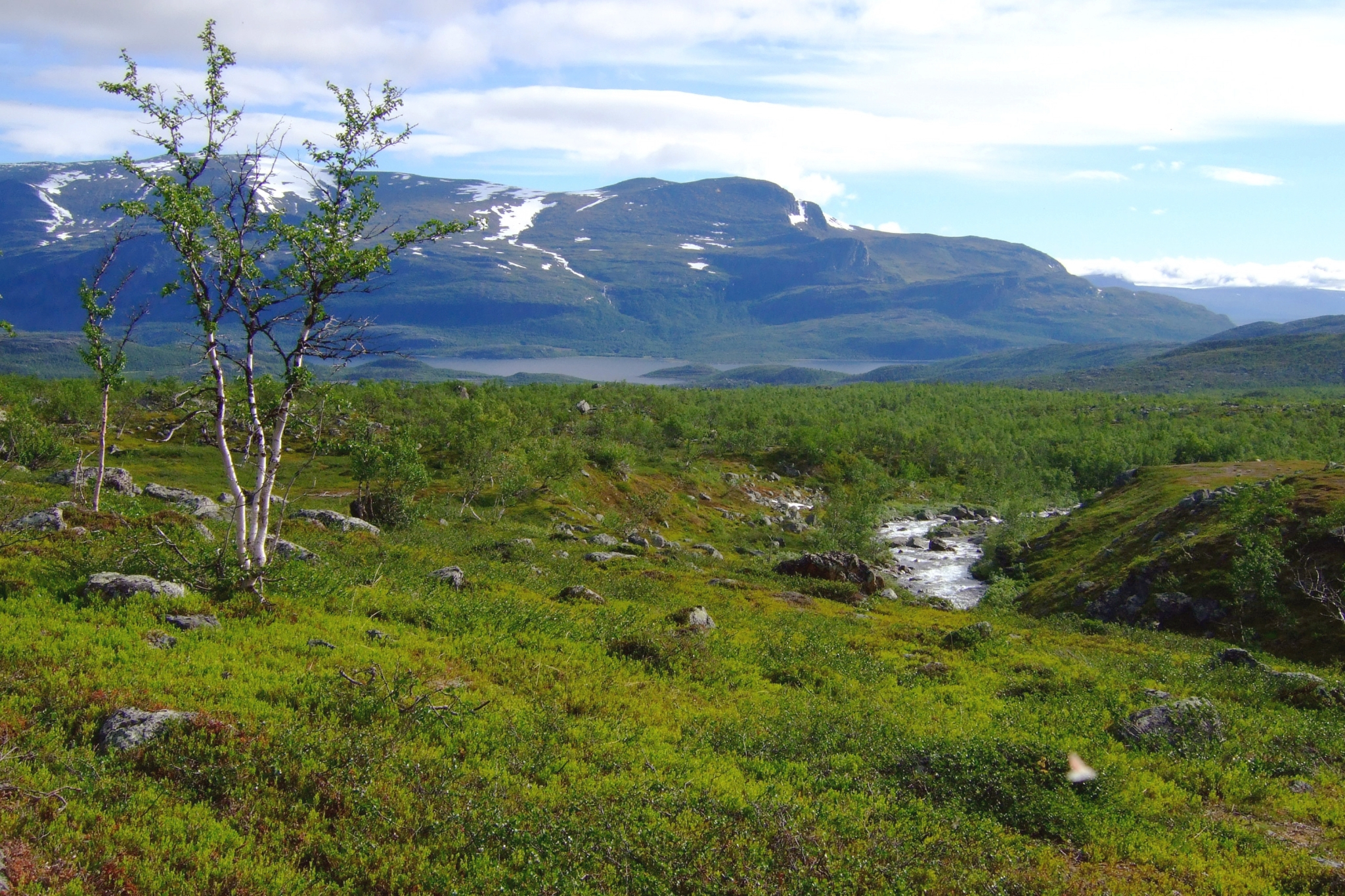
Pohled na jezero Kårtejaure a potok Njabbejåkkå z hranice lesa nad Suorva

Když byl národní park v roce 1909 vytvořen, tak hlavní důvod pro vyhlášení byl velký vodopád nazývaný v sámštině Stour Muorkkegårttje. Velké vodopády v srdci parku patřili v minulosti k nejvýkonnějším a vizuálně nejnápadnějším v Evropě, ale poměrně brzy poté, co oblast získala ochranný status, vláda povolila rozvoj hydroelektráren na vodopádech, což (s výjimkou pár dní v roce) způsobilo dramatický pokles jejich průtoků a poškození břehů jezera Akkajaure.
V dalších letech se v této části parku objevily vedení napětí, silnice a štěrkové břehy. Již v roce 1960 byl status národního parku zpochybněn v důsledku těchto závažných změn. Dnes už oblast vodopádů není součástí národního parku. Jezero Akkajaure, který rozděluje park na dvě části, je dnes umělé.
Název parku pochází z pětistupňového vodopádu na řece Lule. Každý z pěti stupňů byl pojmenován po mužích, kteří byli důležití v historii Laponska. První muž je SG Hermelin (Hermelínův vodopád), který byl velkým podnikatelem v průmyslové historii Norrbotten. Lars Levi Laestadius, zakladatel laestadianismu, a Düben, lékař a autor knihy "Om Lappland och lapparne", dává jméno dalšímu. Poslední dva stupně byly pojmenovány podle Carla Antona Pettersona, který byl osobou, která popsal Sjöfallet Stora Švédům a podle Henrika Adolfa Widmarka, který byl silně spojen s horami Laponska.
Hory vznikly asi před 400 milióny roky, když se srazily dva kontinenty. Moře mezi nimi zmizelo a sedimenty mořského dna byly slisovány do pohoří. Dnes můžeme vidět stopy vytvořené v oblasti v době ledové, např. čelní morény a skalní výchozy vyleštěné ledem.

## Geografie
Části parku, který se nachází jižně od jezera Akkajaure, kterým je park rozdělen, dominuje hora Ákká, která je také nazývána "královnou Laponska" nebo horou "Nils Holgerssonové" podle příběhu Selmy Lagerlöfové. Nižší kopce v jižní části parku jsou pokryty jedlovými lesy. Severně od jezera je hora Kallaktjåkkå, která má na severu úzké a hluboké údolí Teusa.
V parku má nejvyšší vrchol výšku 2015 m nad mořem a je součástí horského masivu Ákká, která má celkem 13 vrcholů a 10 ledovců.
Globální oteplování způsobuje každoroční tání ledovců o 10 m.

## Flóra a fauna
Květena je jedním z důvodů, proč se oblast stala národním parkem. Krystalinikum je chudé na vápence, což má za následek velké plochy pokryté břízou trpasličí a šichou. V parku roste také má spousta lišejníků a druhy „sjöfallskvartsiten“ nebo „Sjöfallský pískovec“ rostou jenom tady.
Z celkového počtu asi 400 druhů rostlin, které lze nalézt v horách, jich asi polovina byla nalezena v Národním parku Stora sjöfallet. Příkladem je jeden druh písečnice (Arenaria humifusa). Od poloviny července do konce srpna lze parku nalézt ostružiník morušku, nazývaný také „zlato Laponska“.
V parku bylo pozorováno asi 125 různých druhů ptáků. Z běžných druhů to jsou kulík zlatý, linduška luční a bělořit šedý. Může tu být také spatřena koliha malá, chaluha malá, orel a káně rousná a s trochou štěstí lze vidět i neobvyklé druhy jako husa malá raroh lovecký a puštík vousatý. Na východě hraničí s parkem Sjaunja, největší ptačí rezervace ve Švédsku.
Savci, které tu člověk může zahlédnout, jsou sob, los, liška, hranostaj a králík. Mezi nimi jsou nejčastější soby. V oblasti leží jejich dvě samské pastviny. Z vzácnějších druhů, které lze pozorovat, tu jsou rys, rosomák, liška polární a medvěd hnědý.
Velké rozdíly v nadmořské výšce mají za následek velké rozdíly v porostu, například se tu vyskytuje (primární) prales, horský březový prales, holé hory a balvanové pole. V kotlinách se například nachází upolín a oměj zatímco pryskyřník ledovcový, sněhule severní a bělokur horský mají raději vyšší nadmořské výšky.

## Turistika
Do národního park se dá nejjednodušeji dostat ze silnice od Porjusu. Cesta vede přes Vietas a pokračuje na západní konec parku. Nejvhodnější doba pro návštěvu je mezi březnem a zářím, ale i lze jsem přijet i jindy.
Severní částí parku prochází populární dálková turistická trasa Kungsleden. V jižní části parku nejsou ani stezky ani chaty.
Turistickými atrakcemi jsou „hrabě a hraběnka“, masiv Áhkká a terasy Ákká, vodopád Sedm sester a údolí Teusaí.
V některých částech parku se nacházejí ubytovací chatky. Ubytovat se jinak dá ve Vietas a v horském středisku Stora Sjöfallet. Aktivity, které jsou nabízeny, jsou rybolov, lyžování, jízda na sněžném skútru, turistika a lezení v ledu.
Existují zvláštní pravidla pro turisty, kteří navštíví park. Například je zakázáno:
- lov, lovení ryb nebo chytání hmyzu.
- trhání nebo vykopávání rostlin.
- lámání větví nebo poškozování živých i mrtvých stromů a keřů.
- sběr minerálů.
- jízda motorovým vozidlem mimo silnice.
- jízda na koni nebo se psem (v některých obdobích je pes, pokud je na vodítku, povolen).
- létání v údolích nebo níže než 300 metrů nad zemí.

Nicméně je povoleno sbírat suché větve na oheň. Každý také může také sbírat bobule a houby.